# Pompiano
Pompiano (Pompià in dialetto bresciano) è un comune italiano di 3 748 abitanti della provincia di Brescia in Lombardia.

## Geografia fisica
Il paese sorge nella bassa bresciana occidentale e confina con i comuni di Barbariga, Comezzano-Cizzago, Corzano, Orzinuovi ed Orzivecchi. Il centro principale del comune è all'interno del abitato di Pompiano, mentre esistono altri 2 centri abitati Gerolanuova distante 3,6 km e Zurlengo dististante 2,3 km dal centro comunale. Caratteristica del territorio è la presenza di numerose risorgive.

## Origini del nome
L'assegnazione a ciascun miles del proprio fondo (lat. "fundus") ne ha così trasmesso il nome al territorio, spesso aggettivando il nome della gens d'appartenenza posponendovi il suffisso "-anus".
Pompiano deve appunto il proprio nome all'aggettivazione del nome della gens Pompeia. L'assegnazione del territorio ad un miles di questa gens ne fece così il fundus pompeiani, da cui Pompeianus ed in seguito Pompianus, nome che compare in molti documenti storici.

## Storia
Le prime testimonianze della presenza di abitanti sul territorio di Pompiano risalgono all'arrivo dei romani nella pianura Padana. I popoli stanziati già in precedenza su questo territorio erano i Galli Cenomani.
In epoca medievale, l'abitato di Pompiano è noto in un documento della seconda metà dell'XI secolo dove viene ricordata anche la presenza delle località di Gerola e Surlengo come proprietà del chierico locale Odone, il quale aveva posto gran parte dei suoi possedimenti sotto la giurisdizione del priore di Pontida.
Nella prima metà del XV secolo, il paese venne annesso ai territori della Repubblica di Venezia, il cui dominio si protrasse sino al 1797 quando l'intero territorio bresciano passò sotto la dominazione napoleonica, seguendo quindi il corso degli eventi della storia nazionale.

### Simboli
(D.P.R. del 15 ottobre 1951)
Il gonfalone è un drappo trinciato di azzurro e di bianco.

## Monumenti e luoghi d'interesse
- Cascina Molinetto
- Peschiera (XVII sec.)
- Chiesa della Madonna dello Spasimo
- Chiesa di Sant'Andrea Apostolo

## Società

### Evoluzione demografica
Abitanti censiti

## Geografia antropica

### Frazioni
Oltre al centro principale di Pompiano vi sono due frazioni:
- Gerolanuova
- Zurlengo

## Infrastrutture e trasporti
Fra il 1928 e il 1950 Pompiano era servita da una stazione posta lungo la tranvia Brescia-Soncino.

## Amministrazione
| Periodo        | Periodo        | Primo cittadino       | Partito                                                            | Carica  | Note |
| -------------- | -------------- | --------------------- | ------------------------------------------------------------------ | ------- | ---- |
| 24 aprile 1995 | 14 giugno 2004 | Gianfranco Tortella   | lista civica di centrosinistra                                     | Sindaco |      |
| 14 giugno 2004 | 8 giugno 2009  | Maria Angela Marinoni | lista civica di centrosinistra                                     | Sindaco |      |
| 8 giugno 2009  | 27 maggio 2019 | Serafino Bertuletti   | Il Popolo della Libertà-Lega Nord poi lista civica di centrodestra | Sindaco |      |
| 27 maggio 2019 | in carica      | Giancarlo Comincini   | Lega-Forza Italia-Fratelli d'Italia                                | Sindaco |      |

## Sport
Sul territorio comunale è presente una società di atletica leggera l'ASD Atletica Pompiano nata nel 2006 e riconosciuta tra le società agonistiche FIDAL nel 2007. Con oltre 150 atleti tesserati la società è diretta da Lino Calzoni Bortolo.
Da anni viene organizzato una gara di Cross giovanile denominata: Cross del Carrobbio.